# Christopher Moltisanti

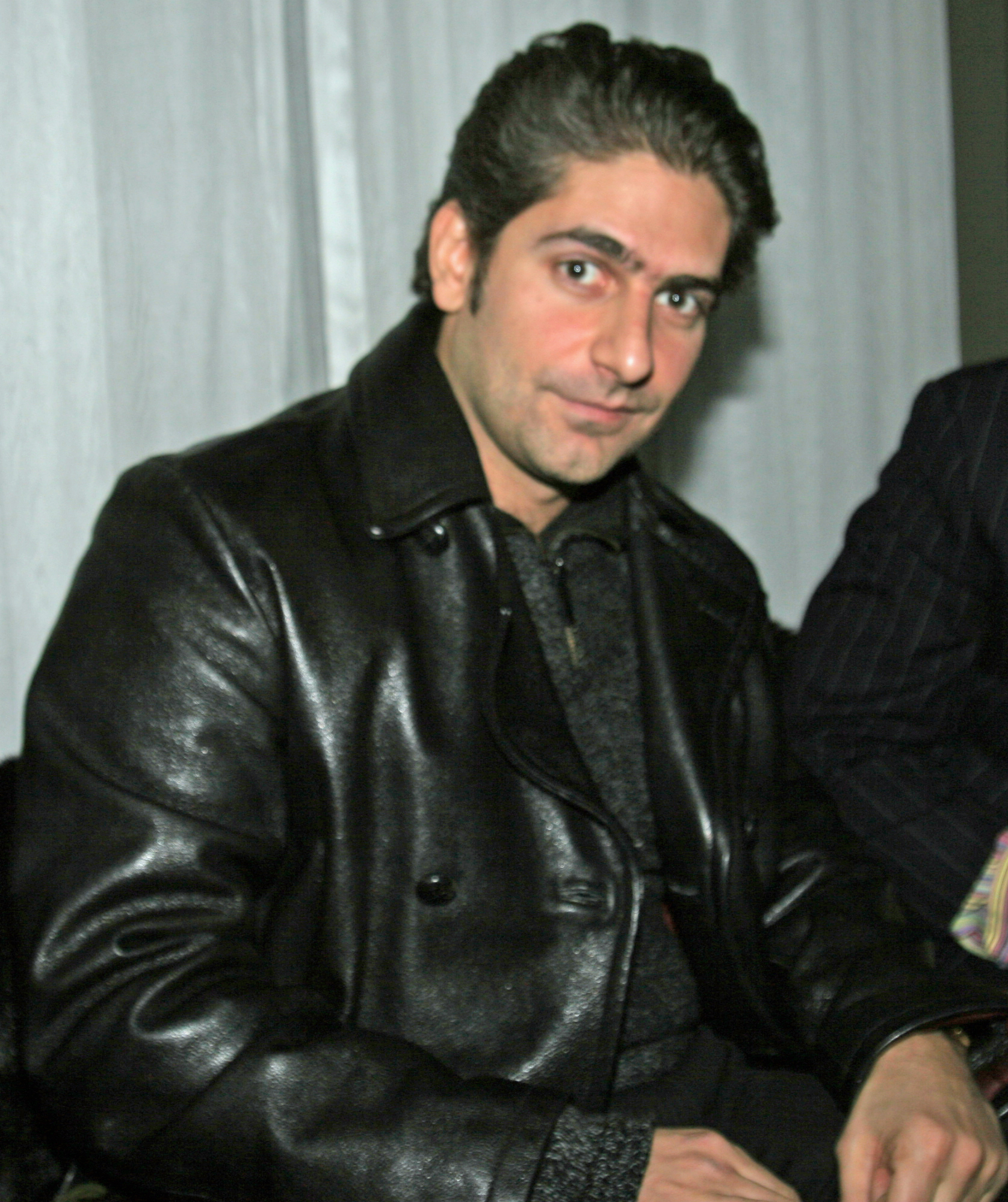
Christopher Moltisanti

Christopher Moltisanti (cca. 1968 - 2007), interpretat de Michael Imperioli, este un personaj fictiv în serialul distribuit de HBO, Clanul Soprano. A fost protejatul lui Tony Soprano fiind și "căpitan" în familia mafiotă Soprano. 
În 2007, când Christopher și Tony Soprano se întorceau cu mașina de la o întâlnire, din neglijența lui Moltisanti, a avut loc un accident, mașina în care se aflau cei doi răsturnându-se de pe șosea. Fiind grav rănit, Christopher îi mărturisește lui Tony că începuse din nou să consume droguri (Tony insistase cu ani în urmă ca Moltisanti să se interneze într-o clinică de dezintoxicare). Fiind nervos de auzul acestei vești dar și de faptul că vede cum pe bancheta din spate a mașinii căruciorul în care de obicei stătea fiica nou născută a lui Chris (care din fericire nu se afla cu ei), este zdrobit de un copac în urma accidentului, Tony îl sufocă pe Christopher, acesta înecându-se cu propriul sânge și murind.

## Crime comise de Christopher Moltisanti
- Emil Kolar (1999)
- Mikey Palmice (1999)
- Sean Gismonte (2000)
- Carlo Renzi (2001)
- Dino Zerilli (2001)
- Det. Lt. Barry Haydu (2002)
- J.T. Dolan (2007)